# Sphindus dubius
Sphindus dubius är en skalbaggsart som först beskrevs av Leonard Gyllenhaal 1808.  Sphindus dubius ingår i släktet Sphindus, och familjen slemsvampbaggar. Arten är reproducerande i Sverige.